# راؤول دوفي
راؤول دوفي (بالفرنسية: Raoul Dufy)‏ (و. 1877 – 1953 م) هو رسام من فرنسا. ولد في لو هافر.
وهو عضو في Artists Rights Society، وComité national de l'estampe .
توفي في Forcalquier .

## التعليم
تعلم في École supérieure d'art et design Le Havre-Rouen

## جوائز
حصل على جوائز منها:
- قائد وسام جوقة الشرف.

## روابط خارجية
- راؤول دوفي على موقع الموسوعة البريطانية (الإنجليزية)
- راؤول دوفي على موقع ألو سيني (الفرنسية)
- راؤول دوفي على موقع قاعدة بيانات برودواي على الإنترنت (الإنجليزية)
- راؤول دوفي على موقع إن إن دي بي (الإنجليزية)
- راؤول دوفي على موقع ديسكوغز (الإنجليزية)